# Escuelas Públicas de Denver

West High School en Denver, Colorado.

Las Escuelas Públicas de Denver (Distrito Escolar Núm. 1 de la Ciudad y Condado de Denver, inglés: Denver Public Schools, DPS) es un distrito escolar de Colorado. Tiene su sede en Denver.El distrito gestiona escuelas en Denver. DPS gestiona 73 escuelas primarias, 16 escuelas medias, 16 escuelas K8, 12 escuelas preparatorias, 30 escuelas "charter" y 10 escuelas alternativas, incluyendo 6 escuelas "intensive pathway." De los 79,423 estudiantes de DPS, 58,4% son hispanos, 14,6% son afroamericanos y 19,8% son blancos.